# 신경

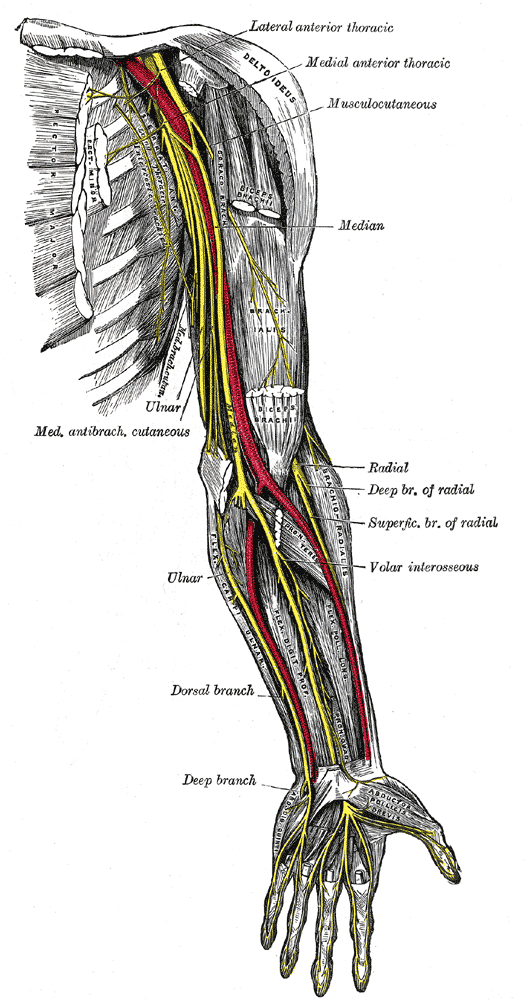

신경(神經, nerve)은 생물이 주위의 환경과 자극을 감지하고 이에 대처하는 기관이다. 신경계 중 특히 말초신경계를 구성하며, 신경세포의 축삭돌기 여러 개가 뭉쳐져 있다. 한 개의 신경은 인접한 부위의 신경세포들로부터 기원한 축삭돌기들이 주로 뭉쳐져 있기 때문에, 특정한 정보만을 전달하는 경우가 대부분이다.

## 구조

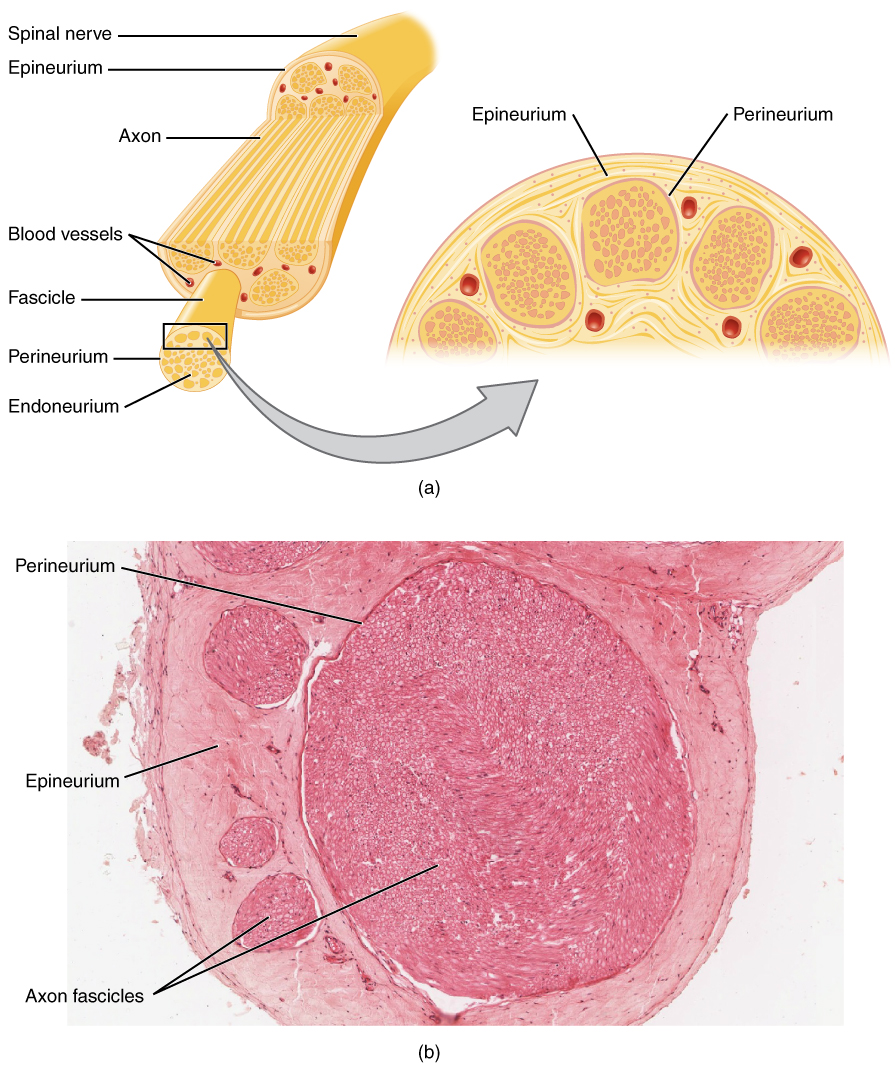
신경의 절단면

신경은 신경바깥막(epineurium)이라는 결합 조직으로 감싸져있다. 이 막 아래에는 지방 세포로 이루어진 신경다발막(perineurium)이 축삭들을 감싸고 있다. 각 축삭들은 신경속막(endoneurium)으로 감싸져있는데, 이 신경속막은 척수에서 신체의 말단에 이르기까지 끊기지 않고 이어져있다. 신경은 혈관과 함께 분포하여 신경전달에 소모되는 다량의 에너지를 공급받는 경우가 많다. 신경속막과 축삭 사이에는 신경속막액(endoneurial fluid)이 흘러 뇌척수액 및 혈액뇌장벽과 유사한 기능을 수행한다.

### 분류
신경은 신호의 활동 방향에 따라 다음과 같이 3가지 그룹으로 분류할 수 있다.
- 들신경(afferent nerve, 구심성 신경)
- 날신경(efferent nerves, 원심성 신경)
- 혼합신경(mixed nerves)

신경은 중추신경계에 어떻게 연결되었는지에 따라 다음과 같이 2가지 그룹으로 분류할 수 있다:
- 척수신경
- 뇌신경

## 같이 보기
- 신경계